# Giant Typhoon
Giant Typhoon (ジャイアント台風?, Jaianto Taifūn) è un manga scritto da Ikki Kajiwara, con lo pseudonimo di Asao Takamori, e disegnato da Naoki Tsuji.
Il manga è stato serializzato da Shōnen Gahōsha su Weekly Shōnen King dal nº 28 del 1968 al nº 29 del 1971. In seguito i capitoli sono stati raccolti in 12 tankōbon. Racconta la storia del pro-wrestler Giant Baba.